# Jota (football, 1999)
Pour les articles homonymes, voir Jota (homonymie).
João Pedro Neves Filipe, appelé João Filipe ou Jota, né le 30 mars 1999 à Lisbonne (Portugal), est un footballeur portugais qui évolue au poste d'attaquant au Celtic FC. 
Formé au SL Benfica, Jota débute avec l'équipe B en 2016 avant de rejoindre l'équipe première en 2018. Après un prêt au Real Valladolid en 2020, il est prêté au Celtic FC en 2021, où il signe définitivement en 2022. En 2023, Jota décide de rejoindre le Al-Ittihad Club, en Arabie saoudite, puis revient en Europe pour s'engager avec le Stade rennais FC en 2024. Il retourne au Celtic FC au début de l'année 2025.
Parallèlement, Jota représente le Portugal dans les catégories U17, U19 et U21, remportant notamment le championnat d'Europe U17 en 2016 et le championnat d'Europe U19 en 2018. Il est espoir entre 2018 et 2021.

## Carrière

### En club

#### Formation et début avec l'équipe A du SL Benfica
À l'âge de quinze ans, Jota effectue un essai dans le club de Manchester United. Finalement il effectue toute sa formation au club portugais du SL Benfica. Il joue son premier match avec l'équipe B en 2017 et remporte le championnat des jeunes portugais. Il atteint la finale de l'UEFA Youth League 2016-2017,. En février 2019, Jota fait partie des joueurs qui monte dans l'équipe A du SL Benfica.

##### Prêt au Real Valladolid
Le 5 octobre 2020, en manque de temps de jeu au SL Benfica, Jota est prêté au Real Valladolid. Il inscrit 2 buts en 18 matchs disputés.

##### Prêt au Celtic FC
Le 1er septembre 2021, Jota est prêté au Celtic FC avec une option d'achat de 6,5 millions d'euros et fait ses débuts dix jours plus tard lors d'une victoire 3-0 face à Ross County,. En fin de saison, il remporte la Coupe de la Ligue écossaise bien qu’il ne participe pas à la finale à cause d'une blessure. Avec 13 buts et 14 passes décisives au compteur, Jota remporte le championnat, le 10e en 11 saisons pour le Celtic FC,.

#### Transfert définitif au Celtic FC
À l'aube du mercato 2022, le 1er juillet 2022, le Celtic FC lève l'option d'achat de 6,5 millions d'euros et Jota signe alors un contrat de cinq ans. Il décroche le triplé avec le championnat, la Coupe d'Écosse et la Coupe de la Ligue,. Lors de cette saison, il est l'auteur de 15 buts en 43 matchs.

#### Départ pour l'Arabie saoudite au Al-Ittihad Club
Le 5 juillet 2023, Jota rejoint le club saoudien du Al-Ittihad Club pour trois ans et avec un transfert avoisinant les 29 millions d'euros.
Son temps de jeu est réduit par la règle du championnat saoudien qui limite à huit le nombre d’étrangers autorisés à jouer, il ne dispute ainsi aucune rencontre de septembre 2023 à mars 2024. Lors du mois de juillet 2024, alors en échec, il est mis de côté par le nouvel entraîneur Laurent Blanc qui ne compte pas sur lui. Avec le Al-Ittihad Club, il dispute au total 25 matchs pour 5 buts inscrits.

#### Découverte de la Ligue 1 avec le Stade rennais FC
Le 30 août 2024, après seulement une saison en Saudi Pro League, Jota décide de retourner en Europe. Il rejoint la France et paraphe un contrat de trois ans avec le Stade rennais FC, le montant du transfert s'élevant à 8 millions d'euros,,.
Le 19 octobre 2024, lors d'un match de championnat contre le Stade brestois 29, il inscrit son premier et dernier but sous ses nouvelles couleurs,,. Lors de son court passage chez les Rouge et Noir, l’ailier portugais aura disputé dix matchs et marqué à une reprise.

#### Retour en Écosse au Celtic FC
Le 27 janvier 2025, après seulement six mois en Ligue 1, Jota retourne au Celtic FC, club avec lequel il a joué 83 matchs entre 2021 et 2023,. Il y paraphe un contrat de cinq ans et demi, soit jusqu'en juin 2030,. Le montant du transfert est estimé entre 8 et 10 millions d'euros,.
Le 26 avril 2025, il se blesse gravement aux ligaments croisés lors d'un match de championnat contre Dundee FC,.

### En sélection nationale
Jota participe à l'Euro des moins de 17 ans lors de l'été 2016, puis à celui des moins de 19 ans l'année suivante. Il délivre une passe décisive lors de l'Euro des moins de 17 ans, contre l'Autriche. Lors de l'Euro des moins de 19 ans, il marque un but contre la Suède.
Jota et le Portugal remportent l'Euro U19 2018, ce qui les qualifie pour la Coupe du monde des moins de vingt ans en 2019. En mai 2019, il est sélectionné par Hélio Sousa pour disputer ce tournoi. Lors du premier match face à la Corée du Sud (victoire, 1-0), il délivre une passe décisive pour Francisco Trincão. Face à l'Afrique du Sud, il effectue un centre contré par le coude de Fezile Gcaba, offrant un penalty aux Portugais. Il le tire lui-même mais voit son tir repoussé par le gardien. Le Portugal ne parvient pas à prendre l'avantage dans ce match crucial (score final : 1-1), et l'équipe, bien que faisant partie des favoris pour le tournoi, est éliminée dès la phase de groupes.

## Statistiques
| Saison                | Club                   | Championnat           | Championnat | Championnat | Championnat | Coupe(s) nationale(s) | Coupe(s) nationale(s) | Coupe(s) nationale(s) | Supercoupe | Supercoupe | Supercoupe | Compétition(s) continentale(s) | Compétition(s) continentale(s) | Compétition(s) continentale(s) | Compétition(s) continentale(s) | Coupe du monde des clubs | Coupe du monde des clubs | Coupe du monde des clubs | Total | Total | Total |
| Saison                | Club                   | Division              | M.          | B.          | P.d.        | M.                    | B.                    | P.d.                  | M.         | B.         | P.d.       | Comp.                          | M.                             | B.                             | P.d.                           | M.                       | B.                       | P.d.                     | M.    | B.    | P.d.  |
| 2016-2017             | Benfica Lisbonne B     | LigaPro               | 14          | 1           | 0           | -                     | -                     | -                     | -          | -          | -          | YL                             | 4                              | 2                              | 1                              | -                        | -                        | -                        | 18    | 3     | 1     |
| 2017-2018             | Benfica Lisbonne B     | LigaPro               | 13          | 0           | 0           | -                     | -                     | -                     | -          | -          | -          | YL                             | 6                              | 0                              | 5                              | -                        | -                        | -                        | 19    | 0     | 5     |
| 2018-2019             | Benfica Lisbonne B     | LigaPro               | 20          | 8           | 8           | -                     | -                     | -                     | -          | -          | -          | YL                             | 3                              | 2                              | 0                              | -                        | -                        | -                        | 23    | 10    | 8     |
| Sous-total            | Sous-total             | Sous-total            | 47          | 8           | 8           | -                     | -                     | -                     | -          | -          | -          | -                              | 13                             | 4                              | 6                              | -                        | -                        | -                        | 60    | 12    | 14    |
| 2018-2019             | Benfica Lisbonne       | Liga NOS              | 4           | 0           | 0           | 1                     | 0                     | 0                     | -          | -          | -          | C3                             | 1                              | 0                              | 0                              | -                        | -                        | -                        | 6     | 0     | 0     |
| 2019-2020             | Benfica Lisbonne       | Liga NOS              | 19          | 0           | 2           | 5                     | 2                     | 1                     | 1          | 0          | 0          | C1+C3                          | 2+1                            | 0+0                            | 0+0                            | -                        | -                        | -                        | 28    | 2     | 3     |
| Sous-total            | Sous-total             | Sous-total            | 23          | 0           | 2           | 6                     | 2                     | 1                     | 1          | 0          | 0          | -                              | 4                              | 0                              | 0                              | -                        | -                        | -                        | 34    | 2     | 3     |
| 2020-2021             | Real Valladolid (prêt) | Liga                  | 17          | 1           | 0           | 1                     | 1                     | 0                     | -          | -          | -          | -                              | -                              | -                              | -                              | -                        | -                        | -                        | 18    | 2     | 0     |
| 2021-2022             | Celtic FC (prêt)       | Scottish Premiership  | 29          | 10          | 11          | 5                     | 1                     | 1                     | -          | -          | -          | C3+C4                          | 5+1                            | 2+0                            | 2+0                            | -                        | -                        | -                        | 40    | 13    | 14    |
| 2022-2023             | Celtic FC              | Scottish Premiership  | 33          | 11          | 11          | 6                     | 2                     | 1                     | -          | -          | -          | C1                             | 4                              | 2                              | 0                              | -                        | -                        | -                        | 43    | 15    | 12    |
| Sous-total            | Sous-total             | Sous-total            | 62          | 21          | 22          | 11                    | 3                     | 2                     | -          | -          | -          | -                              | 10                             | 4                              | 2                              | -                        | -                        | -                        | 83    | 28    | 26    |
| 2023-2024             | Al-Ittihad Club        | Saudi Pro League      | 16          | 4           | 1           | 1                     | 0                     | 0                     | 2          | 0          | 0          | ACL                            | 4                              | 1                              | 0                              | 2                        | 0                        | 0                        | 25    | 5     | 1     |
| 2024-2025             | Stade rennais FC       | Ligue 1               | 9           | 1           | 0           | 1                     | 0                     | 1                     | -          | -          | -          | -                              | -                              | -                              | -                              | -                        | -                        | -                        | 10    | 1     | 1     |
| 2024-2025             | Celtic FC              | Scottish Premiership  | 0           | 0           | 0           | 0                     | 0                     | 0                     | -          | -          | -          | C1                             | 0                              | 0                              | 0                              | -                        | -                        | -                        | 0     | 0     | 0     |
| Total sur la carrière | Total sur la carrière  | Total sur la carrière | 158         | 32          | 32          | 19                    | 6                     | 4                     | 1          | 0          | 0          | -                              | 14                             | 4                              | 2                              | 2                        | 0                        | 0                        | 194   | 42    | 38    |

## Palmarès
| Benfica Lisbonne (2)                                                                                  | Celtic FC (5) |
| --- | --- |
| - Championnat du Portugal (1) : - Champion : 2019. - Supercoupe du Portugal (1) : - Vainqueur : 2019. | - Scottish Premiership (3) : - Champion : 2022, 2023 et 2025. - Coupe d'Écosse (1) : - Vainqueur : 2023. - Coupe de la Ligue (2) : - Vainqueur : 2022 et 2023. |

### En sélection nationale
Il remporte l'Euro des moins de 17 ans en 2016 puis est finaliste de l'Euro des moins de 19 ans l'année suivante, avant de remporter l'Euro des moins de 19 ans en 2018.

### Distinctions personnelles
- Membre de l'équipe de l'année PFA en 2021-2022.